# Língua birwa
A língua birwa é uma língua Bantu, Níger-Congo que tem 16.000 falantes nativos  em Botsuana nos vilarejos Bobonong, Kobojango, Semolale, Motalatau, (no Distrito Central, Sub-Distrito Bobonong, a leste de Selebi-Phikwe). Há ainda 14.000 falantes no Zimbábue e 9.300 na África do Sul. São grupos rurais de religiões tradicionais locais.